# Berat Sadik
Berat Sadik, född 14 september 1986, är en finländsk fotbollsspelare som sedan 2020 spelar för Doxa Katokopia. Han är även lagets kapten. Han har Fyrmakedonska rötter.

## Landslagskarriär
Sadik debuterade för Finlands landslag den 29 maj 2008 i en 2–0-förlust mot Turkiet. Den 29 mars 2015 gjorde Sadik sitt första landslagsmål i Finlands 2–1-förlust mot Nordirland.